# ジャスコ津店
ジャスコ津店（ジャスコつてん）は三重県津市丸之内にあった百貨店。2000年（平成12年）に閉店した。

## 沿革
1957年（昭和32年）に津市の中心街である丸之内に「オカダヤ津店」として開店。岡田屋では四日市以外での初の店舗で、『ジャスコ三十年史』では「事実上の2号店」としている。
1967年（昭和42年）には同地に地下1階・地上5階建てのビルを新築し、岡田屋として四日市・岡崎・伊勢・小牧に次ぐ5番目、津市内では津松菱に次ぐ2番目の百貨店となる「津オカダヤ」（のちにジャスコ津店と改称）が開店する。
1971年（昭和46年）にはビルを大幅に増築し、当時としては三重県下最大の売り場面積となっている。
1977年（昭和52年）には約59億円の売り上げがあったが、1998年（平成10年）には約14億6千万円まで減少、津市郊外の関連スーパーにシフトする形で、2000年（平成12年）に閉店することとなった。

### 年表
- 1957年（昭和32年）2月6日 - 津市丸之内にある中日会館内にオカダヤ津店が開店[4][5][6]。
- 1962年（昭和37年）7月4日 - 増築オープン[7]。
- 1967年（昭和42年）11月27日 - 中日会館を地下1階・地上5階建ての中日会館ビルに改築、地下1階から地上4階までに百貨店津オカダヤが開店[8][9][10][11]。
- 19xx年（昭和4x年） - ジャスコ津店に改称。
- 1970年（昭和45年）5月27日 - 従来店舗北側の敷地に合同ビル方式で商業ビルを増築する計画を発表[12]。
- 1971年（昭和46年）4月10日 - 中日会館ビル・丸之内・樋口・合同ビルが完成、ジャスコ津店が増床開店、新聞広告では商業ビル全体の愛称をファミリーシティ・ジャスコとしている[13][14][15]。
- 1985年（昭和60年）2月28日 - 改装工事のため、一時休業[16][17]。
- 1985年（昭和60年）3月20日 - 全面改装が完了し、再開店[18][19][20]。
- 1999年（平成11年）12月2日 - 店舗を2000年7月頃に閉鎖する方針が明らかになる[3]。
- 2000年（平成12年）8月6日 - 閉店[21]。

## 跡地
ビルは2002年（平成14年）に解体された。2008年（平成20年）1月8日に百五銀行が2011年（平成23年）完成予定で本店をジャスコ津店跡地に建設することを発表したが、リーマン・ショックによる経済環境の悪化などにより延期となり、2015年に竣工され、2016年1月12日に本格的に業務が開始された。